# دهان‌لانه‌ماهیان ژرف‌زی
دهان‌لانه‌ماهیان ژرف‌زی (نام علمی: Epigonidae) نام یک تیره از زیرراسته سوف‌ماهی‌شکلیان است.